# Martin Otoničar
Martin Otoničar (8 de maig de 1994) és un ciclista eslovè, professional des del 2013.

## Palmarès
- 2011
  - Vencedor d'una etapa al Gran Premi General Patton
- 2013
  - Vencedor d'una etapa al Tour de la regió de Łódź
- 2014
  - 1r al Banja Luka-Belgrad I
- 2015
  - 1r al Gran Premi Šenčur